# Kiselica
Kiselica (en serbe cyrillique : Киселица) est un village de l'est du Monténégro, dans la municipalité de Podgorica.

## Démographie

### Évolution historique de la population
| 1948 | 1953 | 1961 | 1971 | 1981 | 1991 | 2003 |
| ---- | ---- | ---- | ---- | ---- | ---- | ---- |
| 156  | 87   | 93   | 85   | 86   | 49   | 23   |